# الدمام (عين العرب)
الدمام قرية سوريّة تتبع إداريّاً لمحافظة حلب منطقة عين العرب ناحية الجلبية، بلغ تعداد سكانها 484 نسمة حسب التعداد السكاني لعام 2004.